# Liste der denkmalgeschützten Objekte in Knittelfeld
Die Liste der denkmalgeschützten Objekte in Knittelfeld enthält die 18 denkmalgeschützten, unbeweglichen Objekte der österreichischen Stadtgemeinde Knittelfeld.

## Denkmäler
| Foto |                 | Denkmal | Standort                                       | Beschreibung | Metadaten |
| ---- | --------------- | --- | ---------------------------------------------- | --- | --- |
| ja   | Datei hochladen | Turm der Ruine Einödhof HERIS-ID: 36850 Objekt-ID: 35880                                                             | Apfelberg 3 Standort KG: Apfelberg             | Der ehemalige Wehrhof beherrschte die Enge zwischen Bergfuß im Süden und der Mur im Norden. | BDA-Hist.: Q37972372 Status: Bescheid Stand der BDA-Liste: 2025-06-30 Name: Turm der Ruine Einödhof GstNr.: 290 Einödhof, Apfelberg                                           |
| ja   | Datei hochladen | Kath. Filialkirche hl. Johann im Felde, Friedhof HERIS-ID: 63250 Objekt-ID: 75879                                    | Freiheitsallee 55 Standort KG: Knittelfeld     | Vermutlich die älteste Kirche der Stadt, errichtet aus Seckauer Sandstein und Serpentin | BDA-Hist.: Q38102724 Status: § 2a Stand der BDA-Liste: 2025-06-30 Name: Kath. Filialkirche hl. Johann im Felde, Friedhof GstNr.: .222, 511/1 Filialkirche St. Johann im Felde |
| ja   | Datei hochladen | Umspannwerk HERIS-ID: 63194seit 2022                                                                                 | Ghegastraße 2 Standort KG: Knittelfeld         | Das Umspannwerk stammt aus dem Jahr 1925 von Leopold Steinitz. Nach Achleitner weist es Anleihen beim Expressionismus und Kubismus und keine konventionellen stilistischen Bezüge auf. Mit seinem Eckturm und der Außentreppe lehnt es sich am ehesten an das Schema des Schlossbaus an. | BDA-Hist.: Q112943866 Status: Bescheid Stand der BDA-Liste: 2025-06-30 Name: Umspannwerk GstNr.: 826/2 Umspannwerk Knittelfeld                                                |
| ja   | Datei hochladen | Grabsteine HERIS-ID: 76142 Objekt-ID: 89685                                                                          | Freiheitsallee 55 Standort KG: Knittelfeld     | Die sekundär an der äußeren Kirchenwand angelehnten Grabsteine stammen aus der 2. Hälfte des 18. Jahrhunderts. | BDA-Hist.: Q38142573 Status: § 2a Stand der BDA-Liste: 2025-06-30 Name: Grabsteine GstNr.: 511/1 Filialkirche St. Johann im Felde                                             |
| ja   | Datei hochladen | Mariensäule, Pestsäule HERIS-ID: 63195 Objekt-ID: 75819                                                              | bei Hauptplatz 3 Standort KG: Knittelfeld      | Die Säule wurde in den Jahren 1714 bis 1718 von Balthasar Prandtstätter aufgrund eines Gelöbnisses aus dem Jahr 1713 errichtet. Sie enthält Statuen der Heiligen Sebastian, Rochus und Rosalia.                                                                                          | BDA-Hist.: Q38102399 Status: § 2a Stand der BDA-Liste: 2025-06-30 Name: Mariensäule, Pestsäule GstNr.: 981/1 Mariensäule, Knittelfeld                                         |
| ja   | Datei hochladen | Ehem. Kapuzinerkirche, nunmehr Rumänisch Orthodoxe Kirche Zur heiligen Auferstehung HERIS-ID: 63249 Objekt-ID: 75878 | Kapuzinerplatz 4 Standort KG: Knittelfeld      | Die Kirche wurde 1705 bis 1709 erbaut und in den Jahren 1834 sowie 1969 umgebaut und neu gestaltet. Im Jahr 2009 wurde sie an die Rumänisch-Orthodoxe Kirche übergeben. | BDA-Hist.: Q38102714 Status: § 2a Stand der BDA-Liste: 2025-06-30 Name: Rumänisch Orthodoxe Kirche Zur heiligen Auferstehung GstNr.: .159                                     |
| ja   | Datei hochladen | Postgebäude HERIS-ID: 51591 Objekt-ID: 57275                                                                         | Kapuzinerplatz 5 Standort KG: Knittelfeld      | | BDA-Hist.: Q38046205 Status: Bescheid Stand der BDA-Liste: 2025-06-30 Name: Postgebäude GstNr.: 172/5                                                                         |
| ja   | Datei hochladen | Pfarrheim, ehem. Benefiziatenhaus, „Stifthäusl“ HERIS-ID: 63225 Objekt-ID: 75854                                     | Kirchengasse 7 Standort KG: Knittelfeld        | | BDA-Hist.: Q38102614 Status: § 2a Stand der BDA-Liste: 2025-06-30 Name: Pfarrheim, ehem. Benefiziatenhaus, „Stifthäusl“ GstNr.: .77                                           |
| ja   | Datei hochladen | Pfarrhof HERIS-ID: 63267 Objekt-ID: 75897                                                                            | Kirchengasse 8 Standort KG: Knittelfeld        | | BDA-Hist.: Q38102787 Status: § 2a Stand der BDA-Liste: 2025-06-30 Name: Pfarrhof GstNr.: 32 Pfarrhof Christus als König, Knittelfeld                                          |
| ja   | Datei hochladen | Kath. Pfarrkirche Christus als König und Kirchhofmauer HERIS-ID: 63248 Objekt-ID: 75877                              | Kirchengasse 10 Standort KG: Knittelfeld       | Es handelt sich um einen Neubau als Saalraum mit flacher Holzdecke aus den Jahren 1950 bis 1957 von Friedrich Zotter, nachdem die alte Kirche, Johannes dem Täufer geweiht, 1945 durch Luftangriffe zerstört wurde.                                                                      | BDA-Hist.: Q38102702 Status: § 2a Stand der BDA-Liste: 2025-06-30 Name: Kath. Pfarrkirche Christus als König und Kirchhofmauer GstNr.: .72 Stadtpfarrkirche Knittelfeld       |
| ja   | Datei hochladen | Teile der Stadtbefestigung HERIS-ID: 76072 Objekt-ID: 89614                                                          | Kirchengasse 10 Standort KG: Knittelfeld       | Reste des südöstlichen Rundturms der Stadtmauer aus dem 14. bis 16. Jahrhundert. | BDA-Hist.: Q38142261 Status: § 2a Stand der BDA-Liste: 2025-06-30 Name: Teile der Stadtbefestigung GstNr.: 32, .72                                                            |
| ja   | Datei hochladen | Volksschule HERIS-ID: 63304 Objekt-ID: 75935                                                                         | Landschacher Gasse 17 Standort KG: Knittelfeld | | BDA-Hist.: Q38102809 Status: § 2a Stand der BDA-Liste: 2025-06-30 Name: Volksschule GstNr.: 726/1 Landschachervolksschule Knittelfeld                                         |
| ja   | Datei hochladen | Jüdischer Friedhof HERIS-ID: 99069 Objekt-ID: 115088                                                                 | bei Lendgasse 17a Standort KG: Knittelfeld     | Der Friedhof wurde 1905 errichtet und nach Plünderungen und Enteignung vor dem 2. Weltkrieg im Jahr 1952 restituiert. Dabei konnten einige wenige Grabsteine wieder errichtet werden. | BDA-Hist.: Q37773408 Status: § 2a Stand der BDA-Liste: 2025-06-30 Name: Jüdischer Friedhof GstNr.: 719/3 Israelitischer Friedhof Knittelfeld                                  |
| ja   | Datei hochladen | Straßenbrücke, Murbrücke HERIS-ID: 63226 Objekt-ID: 75855                                                            | Leobner Straße Standort KG: Knittelfeld        | Anmerkung: Die Murbrücke verbindet die Gemeinden Knittelfeld und Sankt Margarethen bei Knittelfeld. | BDA-Hist.: Q38102624 Status: § 2a Stand der BDA-Liste: 2025-06-30 Name: Straßenbrücke, Murbrücke GstNr.: 1023/1 Murbrücke (Knittelfeld)                                       |
| ja   | Datei hochladen | Lokmontierungshalle HERIS-ID: 23006 Objekt-ID: 19353                                                                 | Lobminger Straße 5a Standort KG: Knittelfeld   | Um 1880 durch die Österreichischen Bundesbahnen errichtete Montagehalle. 1999 war die nicht mehr in Verwendung stehende Halle Schauplatz der Steirischen Landesausstellung. | BDA-Hist.: Q37873892 Status: Bescheid Stand der BDA-Liste: 2025-06-30 Name: Lokmontierungshalle GstNr.: 1025/3                                                                |
| ja   | Datei hochladen | Evang. Pfarrkirche H.B. HERIS-ID: 63238 Objekt-ID: 75867                                                             | Parkstraße 11 Standort KG: Knittelfeld         | Die Kirche wurde 1935/36 von Sepp Letzner erbaut. Markant ist die asymmetrische Westfassade mit dem eingebundenen Turm. | BDA-Hist.: Q38102682 Status: § 2a Stand der BDA-Liste: 2025-06-30 Name: Evang. Pfarrkirche H.B. GstNr.: 611/19 Evang. Pfarrkirche Knittelfeld                                 |
| ja   | Datei hochladen | Pfarrhof, Evang. Pfarramt HERIS-ID: 63235 Objekt-ID: 75864                                                           | Parkstraße 13 Standort KG: Knittelfeld         | Das Haus mit Jugendstilfassade stammt von Karl Seiz aus dem Jahr 1909 und war ursprünglich ein Privathaus, bevor es als Pfarramt adaptiert wurde. | BDA-Hist.: Q38102653 Status: § 2a Stand der BDA-Liste: 2025-06-30 Name: Pfarrhof, Evang. Pfarramt GstNr.: .576 Pfarrhof, Evang. Pfarramt Knittelfeld                          |
| ja   | Datei hochladen | Lutherstiege HERIS-ID: 63228 Objekt-ID: 75857                                                                        | Turnergasse 5 Standort KG: Knittelfeld         | Hier befindet sich Grabstein und Relief eines reformatorischen Geistlichen aus dem 16. Jahrhundert, das bis 1948 in der im Weltkrieg zerstörten und später abgetragenen Spitalskirche angebracht war.                                                                                    | BDA-Hist.: Q38102634 Status: § 2a Stand der BDA-Liste: 2025-06-30 Name: Lutherstiege GstNr.: .99 Lutherstiege, Knittelfeld                                                    |